# VC Temse Dames
VC Temse Dames was een Belgische volleybalclub uit Temse.

## Historiek
De club werd opgericht als Volleybalklub Willebrord Temse in 1969 op initiatief van Nicole De Smedt en er werd in het seizoen 1969-'70 gestart in de eerste provinciale reeks van Oost-Vlaanderen. In 1971-'72 werd de club in deze reeks kampioen met het maximaal aantal punten en promoveerde naar tweede nationale. Tevens werd de club in deze periode omgedoopt naar Constructam Temse. Bij haar eerste seizoen in 2e nationale werd de club derde en het seizoen daarop tweede onder leiding van speelster-trainster Trui Van Severen. Het volgende seizoen (1974-'75) speelde de club kampioen en volgde de promotie naar eerste nationale. 
Voor haar eerste seizoen in 1e nationale werd Raymond De Conick aangetrokken als trainer.  De club kon bevestigen op het hoogste niveau en strande op een zesde plaats in de eindrangschikking. Tevens wonnen ze dat seizoen de Beker van Oost-Vlaanderen. De clubnaam werd gewijzigd naar VC Temse. De jaren daarop werd de club vierde (1976-'77) en zesde in de eindstand. 
In het seizoen 1978-'79 werd de club tweede en veroverden ze de Beker van België in de finale tegen Hasselt. Het seizoen daarop werd Luc De Leenheer trainer en speelde de club voor het eerst Europees in de Cup Winner's Cup. Daarin werden ze uitgeschakeld door het Zweedse Sollentuna VK. In de reguliere competitie strandde de club op een vierde plaats. In seizoen 1980-'81 werd de club derde in de rangschikking en verzilverden zo een ticket voor de confederale beker. Tevens werd Carla Anciau aangetrokken als speelster en coach was dit seizoen Roger Cools.
In 1981-'82 werd de club een eerste maal landskampioen onder leiding van de Tsjechoslowaakse trainer Pavel Tresnak. Europees werd de club uitgeschakeld in de tweede ronde door het Nederlandse VC Heerlen. In het seizoen 1988-'89 behaalde de club haar tweede landstitel, alsook haar tweede eindzege in de Beker. In 1990-'91 ten slotte werd voor de derde maal de Beker van België gewonnen. 
In 2012 fuseerde de club met VV Temse. De fusieclub ging verder als Volley Team Temse. Voorzitter werd Burt Riské.

## Palmares
- Kampioen 1e provinciale Oost-Vlaanderen: 1971-'72
- Kampioen 2e nationale: 1974-'75
- Landskampioen van België: 1981-'82 en 1988-'89
- Beker van België:  1978-'79, 1988-'89 en 1990-'91

## Bekende (ex-)speelsters
- Carla Anciau
- Evy Colman
- Bieke De Caluwé
- Kristien De Clerq
- Dominique De Ro
- Jessica De Smet
- Annick Eeckhaoudt
- Kathleen Flebus
- An Govaerts
- Lieve Heyman
- Jo Kayaerts
- Kris Kuppens
- Godel Melis
- Anne Moens
- Els Rogiers
- Leen Schoenaerts
- Jana Thierens
- Nicole Van Buynder
- Lieve Van de Velde
- Nadia Van den Branden
- Petra Van Glabeke
- Trui Van Severen